# Karlsbader Schnitte
Als Karlsbader Schnitte bezeichnet man verschiedene Varianten von Schinkenbrot. Der Name leitet sich von der Stadt Karlsbad und der Bezeichnung Schnitte für eine Scheibe Brot bzw. ein belegtes Brot ab.
Eine verbreitete Variante besteht aus Scheiben von Mischbrot, die mit Butter und Tomaten- oder Paprikapaste bestrichen werden. Darauf legt man mehrere Scheiben Kochschinken und gratiniert sie mit Scheiben von Schnittkäse und Butter. Abschließend belegt man das Brot mit Tomatenscheiben und Kräutern. Bei Varianten davon wird Rohschinken verwendet und die Tomaten werden mitgratiniert. Das Mischbrot kann durch getoastetes Weißbrot, der Schinken durch Schweinebraten ersetzt werden. Häufig wird zum Würzen vor dem Verzehr Worcestersauce, Tabasco oder Zitronensaft verwendet.
Eine andere Variante eines mit Käse überbackenen Schinkenbrotes ist der Toast Hawaii; beide Gerichte waren in der DDR beliebt, die Karlsbader Schnitte allerdings in der Alltagsküche weiter verbreitet. Laut der Journalistin Heidi Driesner war die Karlsbader Schnitte nicht, wie häufig behauptet, der Ersatz des Toast Hawaii.